# Ansaldo
Ansaldo es el nombre popular con el que se conoce a Società Gio. Ansaldo & C., una empresa italiana que en la actualidad se dedica a multitud de negocios, especialmente los que tienen que ver con la electromecánica, a pesar de que en sus orígenes se dedicaba a la industria armamentística y otra producción de carácter militar.

## Orígenes de la compañía

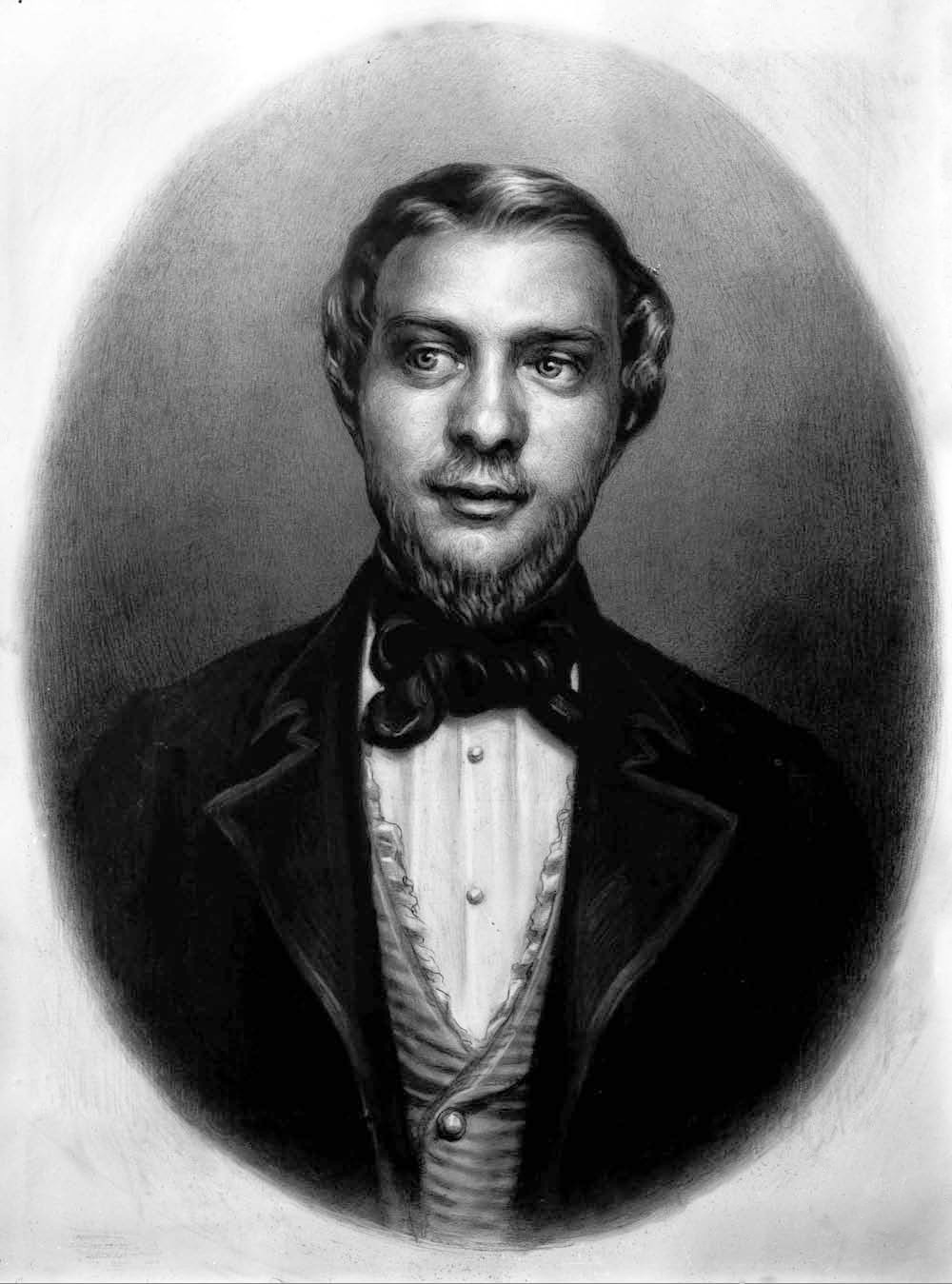
Giovanni Ansaldo, 1853

El ingeniero inglés Philip Taylor y el hombre de negocios turinés Fortunato Prandi fundaron en 1846 una empresa dedicada a la mecánica que fue expropiada por el estado italiano en 1852. En septiembre de ese año la empresa fue cedida a una sociedad en comandita compuesta por el ingeniero Giovanni Ansaldo, el director de la Banca Nazionale del Regno d'Italia, Carlo Bombrini, el armador Raffaele Rubattino y el empresario Giacomo Filippo Penco. En enero de 1853 se registra en Génova la sociedad con el nombre de Società Gio. Ansaldo & C..

## Producción e historia

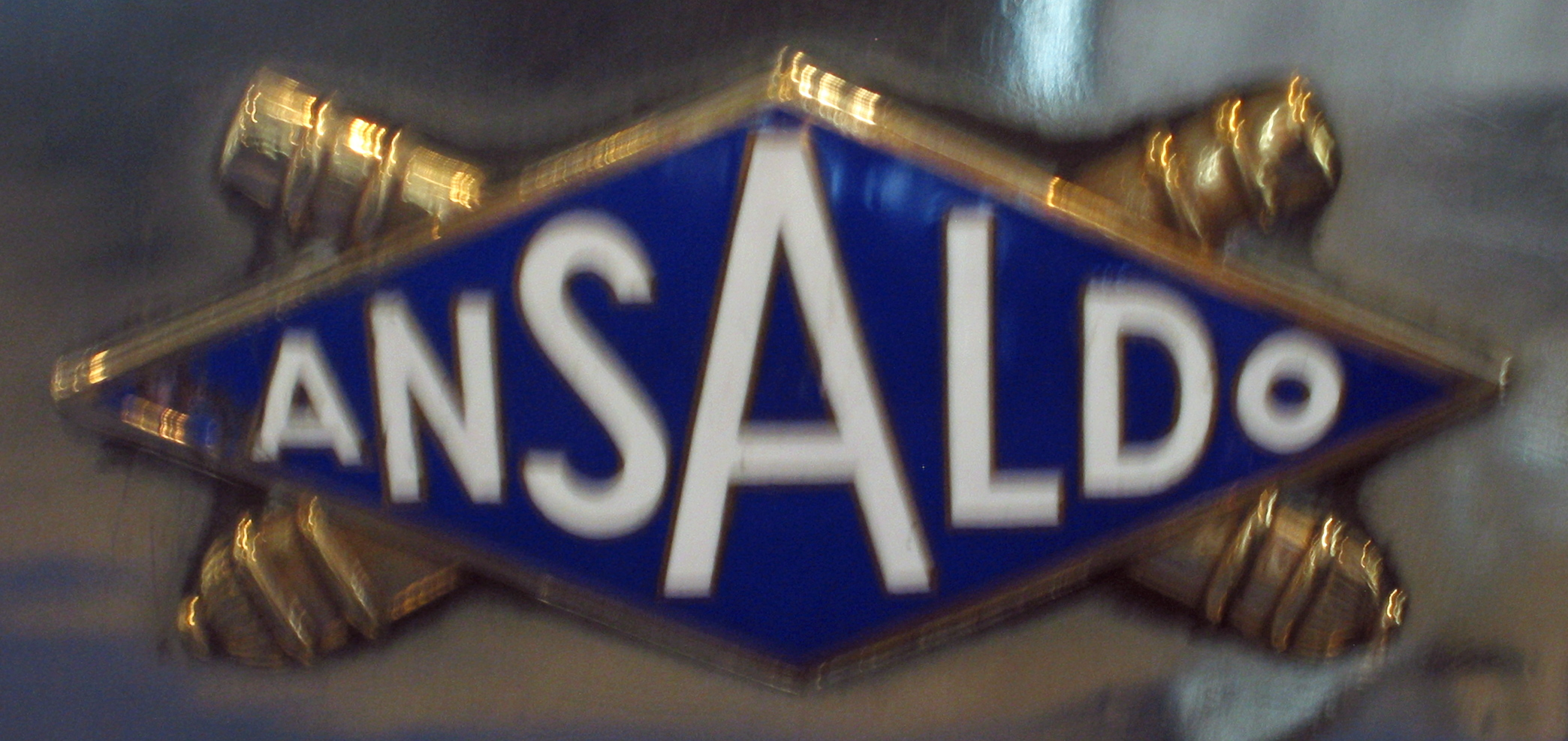
Logotipo de Ansaldo.

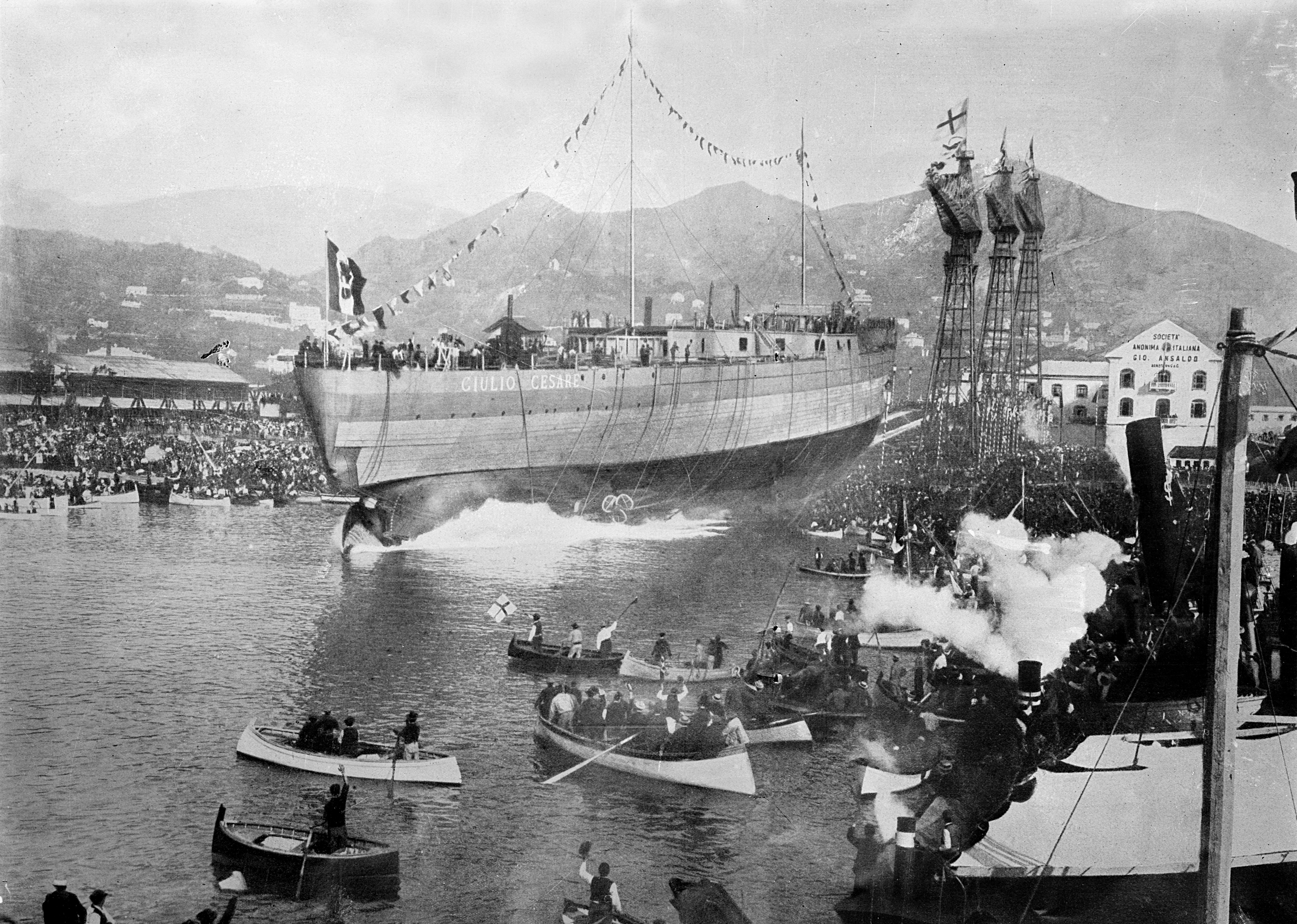
Lanzamiento del acorazado Giulio Cesare en 1911, Sestri Ponente, Génova.

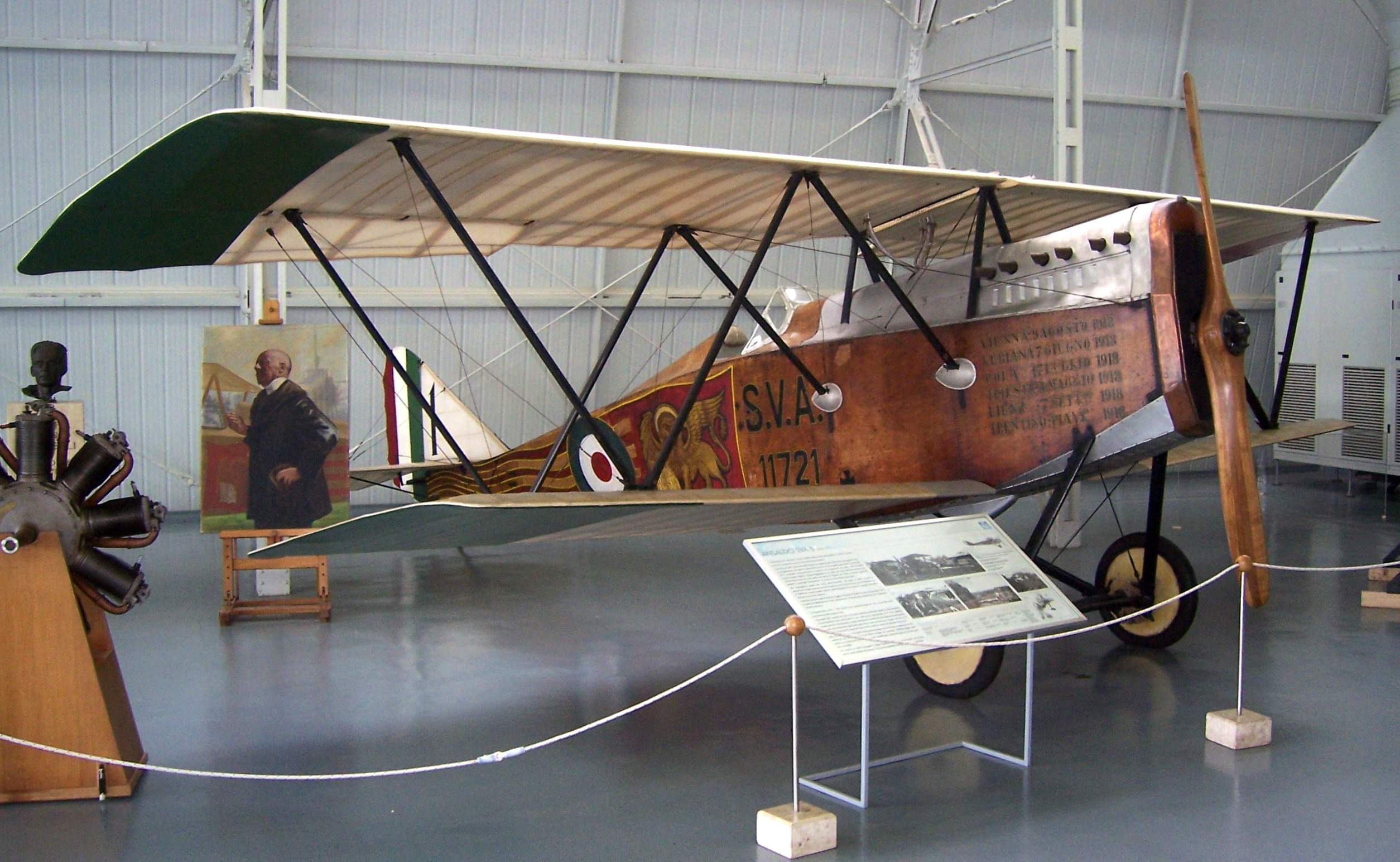
Ansaldo SVA 5.

La producción de la empresa es muy variada, aunque a partir de 1860 destaca por la producción de buques, convirtiéndose a principios del siglo XX en una gran constructora naval. La entrada de Ferdinando Maria Perrone en 1902 introduce a la firma Ansaldo, como se la conoce popularmente, en el sector militar, destacando en la producción de artillería ligera y pesada. En 1917, en plena guerra, comienza la producción en el sector aeronáutico fabricando los apreciados biplanos Ansaldo S.V.A. , que pronto se convirtieron en el símbolo de la marca.
Una vez terminada la guerra, debido a la escasa demanda militar, la empresa decidió abrirse camino en otros ámbitos. Fue entonces cuando la producción automovilística se puso en marcha y para ello se dedicó la planta que la empresa poseía en Turín, en 1918.
Los primeros automóviles fueron los 4A y 4B, que tuvieron un gran éxito de ventas a partir de 1920. Con la salida del Ansaldo 4C la marca se consolidó en el sector del automóvil. El 4C montaba un motor de cuatro cilindros de 1850 cc capaz de generar una potencia de 35 CV. La versión deportiva derivada del 4C, el 4CS cuya S significaba Sport, montaba un motor sobrealimentado de dos litros de mayor potencia que la versión básica 4C. Fue precisamente con este coche con el cual debutó en las carreras el que luego se convertiría un campeón legendario, Tazio Nuvolari, que junto a Luigi Platé consiguieron el 2º y 3º puestos en el prestigioso Circuito del Garda de 1922.
Posteriormente se construyeron los modelos 6B, que equipaban motores de seis cilindros, tenían 1991 cc y desarrollaban 50 CV. El Tipo 10 disponía de un pequeño motor de 1500 cc. También llegaron los que montaban motores de cuatro cilindros: Tipo 14 y Tipo 15, y el deportivo 15GS que montaba un motor de 6 cilindros, 2.780 cc y 70 CV. El tipo 18 con motor de 8 cilindros, 3.536 cc y 86 CV y el Tipo 22. Estos últimos, los tipos 18 y 22, fueron desarrollados principalmente para el mercado exterior.
Sin embargo, la compañía había pasado en 1924 a la órbita del Crédito Italiano y la fábrica de automóviles se separó de la casa matriz pasando por diversas manos hasta que en 1936 cesó la producción de automóviles. La comercialización de vehículos industriales y camiones prosiguió hasta 1945, pero éstos eran fabricados por otras compañías.

## Historia reciente

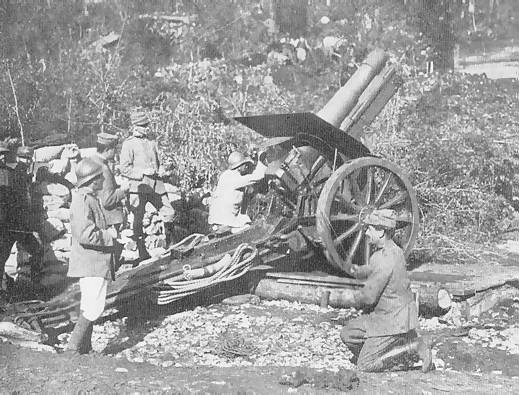
Cañón Ansaldo

La compañía principal de Ansaldo, que en 1932 entró en una profunda crisis, pasó a formar parte de la IRI —en italiano, Istituto per la Riconstruzione Industriale—, y pronto se convirtió en la punta de lanza del rearmamento italiano bajo el fascismo. Después de la guerra se unió a la Società Finanziaria Meccanica —Finmeccanica— en el año 1948.
En 1966 la empresa se reestructuró completamente de la mano de Finmeccanica hasta que en 1980 se convirtió en el primer grupo electromecánico. El desarrollo industrial italiano de posguerra provocó que la Ansaldo poco a poco convirtiera en una enorme corporación presente en los principales negocios electromecánicos.
En 1993 Finmeccanica S.p.A. (Leonardo S.p.A ahora) absorbe por completo a Ansaldo.

## Ansaldo en la actualidad
Existen diversas empresas que son herederas de la primitiva Ansaldo y que llevan el nombre de Ansaldo en la actualidad:
- Ansaldo Energía
- Ansaldo Ricerche
- Ansaldo Fuell Cells
- Ansaldo Nucleare

## Motores de vehículos eléctricos
El autobús eléctrico BredaMenarinibus Zeus M-200 E,  que incorpora un motor eléctrico Ansaldo, ha sido protagonista absoluto de la Feria Internacional del Autobús y el Autocar 2008 en IFEMA.